# Батура Андрій Володимирович
Андрій Володимирович Батура  (біл. Андрэй Уладзіміравіч Батура; нар. 23 жовтня 1975) — білоруський борець греко-римського стилю, срібний призер чемпіонату Європи, чемпіон Ігор Балтійського моря. Майстер спорту міжнародного класу з греко-римської боротьби (2000).

## Життєпис
Боротьбою почав займатися з 1988 року.
Виступав за спортивне товариство «Динамо» Мінськ. Тренери — Вадим Пилипенко, Валерій Цимбаревич.

## Спортивні результати на міжнародних змаганнях

### Виступи на Чемпіонатах світу
| Змагання                        | Збірна   | Вагова категорія                 | Місце |
| ------------------------------- | -------- | -------------------------------- | ----- |
| Чемпіонат світу з боротьби 2003 | Білорусь | греко-римська боротьба, до 96 кг | 28    |
| Чемпіонат світу з боротьби 2006 | Білорусь | греко-римська боротьба, до 96 кг | 5     |
| Чемпіонат світу з боротьби 2007 | Білорусь | греко-римська боротьба, до 96 кг | 26    |

### Виступи на Чемпіонатах Європи
| Змагання                         | Збірна   | Вагова категорія                 | Місце  |
| -------------------------------- | -------- | -------------------------------- | ------ |
| Чемпіонат Європи з боротьби 1998 | Білорусь | греко-римська боротьба, до 76 кг | 5      |
| Чемпіонат Європи з боротьби 1999 | Білорусь | греко-римська боротьба, до 85 кг | 11     |
| Чемпіонат Європи з боротьби 2000 | Білорусь | греко-римська боротьба, до 85 кг | Срібло |
| Чемпіонат Європи з боротьби 2001 | Білорусь | греко-римська боротьба, до 97 кг | 7      |
| Чемпіонат Європи з боротьби 2003 | Білорусь | греко-римська боротьба, до 96 кг | 4      |

### Виступи на Іграх Балтійського моря
| Змагання                    | Збірна   | Вагова категорія                 | Місце  |
| --------------------------- | -------- | -------------------------------- | ------ |
| Ігри Балтійського моря 1997 | Білорусь | греко-римська боротьба, до 76 кг | Золото |

### Виступи на інших змаганнях
| Змагання                                                        | Збірна   | Вагова категорія                 | Місце |
| --------------------------------------------------------------- | -------- | -------------------------------- | ----- |
| Гран-прі Німеччини з боротьби 1998                              | Білорусь | греко-римська боротьба, до 85 кг | 4     |
| Гран-прі Німеччини з боротьби 2003                              | Білорусь | греко-римська боротьба, до 96 кг | 7     |
| Олімпійський кваліфікаційний турнір з боротьби 2004 (Новий Сад) | Білорусь | греко-римська боротьба, до 96 кг | 9     |

### Виступи на змаганнях молодших вікових груп
| Змагання                                     | Збірна   | Вагова категорія                 | Місце |
| -------------------------------------------- | -------- | -------------------------------- | ----- |
| Чемпіонат світу з боротьби серед молоді 1995 | Білорусь | греко-римська боротьба, до 74 кг | 5     |